# Совместный следственный механизм ООН и ОЗХО
Совместный следственный механизм ООН и ОЗХО (англ. Joint Investigative Mechanism, JIM)) — партнерство между ООН и Организацией по запрещению химического оружия (ОЗХО). Учрежден 7 августа 2015 года на основании Резолюции Совета Безопасности ООН №2235 (2015). В резолюции осуждается «любое использование любого токсичного химического вещества, такого как хлор, в качестве оружия в Сирийской Арабской Республике», и выражается решимость выявить и привлечь к ответственности виновных в таких действиях.   В резолюции 2319 (2016) Совет Безопасности продлил мандат JIM еще на один год до 17 ноября 2016 года . Мандат истек в ноябре 2017 года после того, как Российская Федерация заблокировала его продление.